# Tommaso Pasquale Gizzi
Tommaso Pasquale Gizzi (né le 22 septembre 1787 à Ceccano, dans l'actuelle province de Frosinone, dans le Latium, alors dans les États pontificaux et mort le 3 juin 1849 à Lenola) est un cardinal italien du XIXe siècle.

## Biographie
Tommaso Pasquale Gizzi est nommé archevêque titulaire de Thèbes (de) en 1839 et envoyé comme nonce apostolique en Suisse, puis en Sardaigne en 1841.
Le pape Grégoire XVI le crée cardinal in pectore lors du consistoire du 12 juillet 1841. Sa création est publiée le 22 janvier 1844. Le cardinal Gizzi est légat apostolique à Forlì. 
Il participe au conclave de 1846, lors duquel Pie IX est élu pape. Il est cardinal secrétaire d'État en 1846-1847.
Le cardinal Gizzi meurt à Lenola, dans l'actuelle province de Latina, dans le Latium le 3 juin 1849, à l'âge de 61 ans.